# Andreas Korn

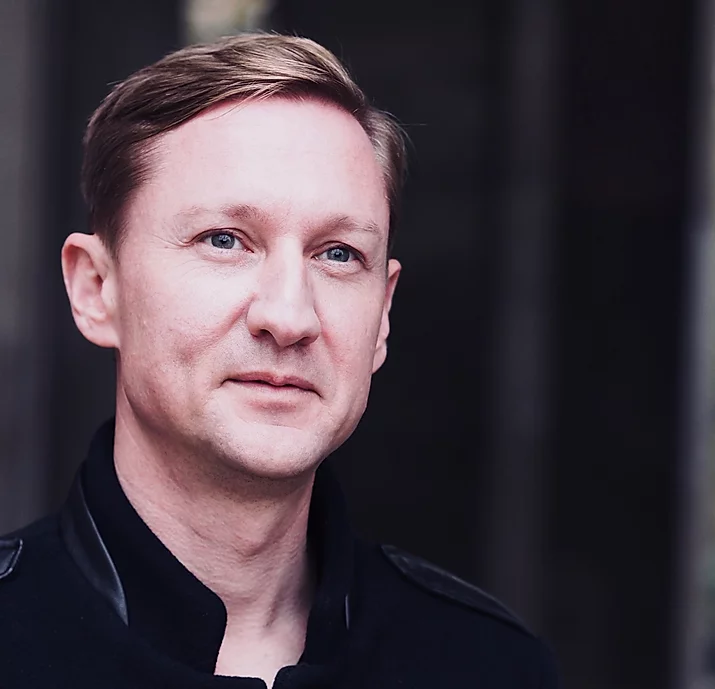
Andreas Korn (2017)

Andreas Korn (* 25. November 1974 in Kiel) ist ein deutscher Fernsehmoderator, Reporter, Journalist und Autor.

## Leben
Korn wuchs in der Nähe von Lüneburg auf. 1993 erhielt er einen High-School-Abschluss in Dinuba in Kalifornien. 1995 machte er Abitur am Johanneum Lüneburg. 1996 erwarb er ein französisches Sprachdiplom an der Alliance Française in Paris. Von 1995 bis 1999 war er Freier Journalist für den NDR-Hörfunk. Korn belegte von 1999 bis 2006 ein Studium der Theaterwissenschaften und Publizistik in München und Berlin.
Andreas Korn moderierte von 2010 bis 2016 das gesellschaftspolitische Europamagazin Yourope auf Arte. Davor hat er das Wissensmagazin Planet Wissen beim WDR präsentiert und war elf Jahre Moderator und Reporter der ZDF-Kindernachrichten logo!. Darüber hinaus hat er im Bereich Kinder und Jugend u. a. die Wissenssendung pur+ und die Quizshow 1fach Super! moderiert. Seit 2010 ist er Geschäftsführender Gesellschafter der Film- und Fernsehproduktionsfirma kornkonzept GmbH in Berlin und moderiert Reportagen und Dokumentationen für arte und das ZDF.

## Auszeichnungen
- 2010: Deutscher Fernsehpreis für logo! in der Kategorie „Beste Information“
- 2009: Internationaler RIAS-Preis für seinen Videoblog zur US-Wahl
- 2008: Goldener Spatz in der Kategorie „Bester Moderator“
- 2008: Goldener Spatz für pur+ in der Kategorie „Beste Kindersendung“
- 2008: 1. Preis „Audiovisuel Programme of the education of children“ in Treviso, Italien
- 2008: Robert-Geisendörfer-Preis für die beste Kindersendung
- 2004: 2. Platz „Prix Jeunesse“ für die Quizshow 1fach Super

## TV-Moderationen
- 2019: Heiraten in Europa! (arte)
- 2017–heute: hallo AUSZEIT bei hallo deutschland (ZDF)
- 2011–2016: Außenreporter Zimmer frei! (WDR Fernsehen)
- 2010–2016: Yourope (Arte)
- 2009–2010: Planet Wissen (WDR Fernsehen)[1]
- 1999–2010: logo! (ZDF/KiKA)
- 2009: Zoom Europa (Arte)
- 2006–2008: pur+ (ZDF/KiKA)
- 2008: Hallo Lesen!? (ZDF)
- 2007: Komm feier mit! – 10 Jahre KI.KA (ZDF/KiKA)
- 2003–2004: 1fach Super – Quizshow der Superlative (ZDF/KiKA)
- 2003: Stopp Kinderarbeit! – internationales Video der Deutschen Welthungerhilfe für den Schulunterricht
- 2002/2001: Warum dieser Krieg? / Mama, gibt’s jetzt Krieg? (ZDF)
- 2001: Der Euro und die Eurokids (ZDF)

## Publikationen
- Qualitätsmerkmale in der journalistischen Fernsehmoderation – Ein Vergleich von Kommunikator- und Rezipientenanalyse, VDM Verlag Dr. Müller, Saarbrücken 2008, ISBN 978-3-8364-9613-1.